# Grondlibellen
De grondlibellen (Brachythemis) vormen een geslacht van echte libellen uit de familie van de korenbouten (Libellulidae).

## Soorten
- Brachythemis contaminata (Fabricius, 1793)
- Brachythemis fuscopalliata (Selys, 1887) – Mantelgrondlibel
- Brachythemis impartita (Karsch, 1890) – Bandgrondlibel
- Brachythemis lacustris (Kirby, 1889)
- Brachythemis leucosticta (Burmeister, 1839)
- Brachythemis wilsoni Pinhey, 1952